# Chiesa di Santa Maria Assunta (Monteforte d'Alpone)
Lachiesa di Santa Maria Assunta è una chiesa sussidiaria della parrocchia di Santa Maria Maggiore in Monteforte d’Alpone ubicata in Sarmazza, frazione dei Comuni di Monteforte d'Alpone, in provincia di Verona, e di Gambellara, in provincia di Vicenza (il confine passa proprio sulla strada di fronte alla facciata e la chiesa sorge nel Comune di Monteforte d'Alpone); fa parte del vicariato dell'Est Veronese, precisamente dell'Unità Pastorale Soave - Monteforte.

## Storia
Agli inizi del XX secolo gli abitanti di Sarmazza non avevano un luogo di culto e dovevano recarsi a Monteforte d’Alpone per le celebrazioni e i sacramenti. A causa della lontananza e della condizione delle strade, nel 1905 chiesero d’innalzare una nuova chiesa, che sorgeva poco lontana dall’attuale, la quale fu presto insufficiente a contenere la popolazione della frazione.
Nel 1928 gli abitanti, appoggiati dal parroco don Antonio Signorini, decisero di costruire un nuovo edificio sacro su un terreno concesso gratuitamente da Lino Baldo. Le fondamenta furono gettate e i muri perimetrali cominciarono ad essere eretti ancora prima di ricevere il benestare della commissione edilizia diocesana, il tutto dopo una colletta tra la popolazione.
Il disegno della chiesa fu redatto dal capomastro-impresario montefortiano Giovanni Bogoni detto Paimato, ma ufficialmente il progetto fu riveduto dall’ingegner Livio Martinelli di San Bonifacio.
Il Vescovo di Verona Girolamo Cardinale, con rescritto del 3 settembre 1930 concesse la facoltà di costruire la nuova chiesa, dedicata all’Assunta. Il giorno seguente una lettera della Curia, firmata di persona dal Vescovo, autorizzava la collocazione della prima pietra da parte del parroco a condizione che una croce di legno fosse collocata nel punto su cui sarebbe sorto l’altare.
Nonostante fosse già nelle condizioni di essere officiata, fu ufficialmente aperta al culto nel 1941, dopo la solenne inaugurazione avvenuta il 15 agosto di quell’anno, solennità dell’Assunzione.
Nel 1999 fu eseguito il nuovo sagrato.

## Descrizione

### La facciata
La facciata a capanna, rivolta ad est presenta un portale ligneo rettangolare, sormontato da una lunetta al cui interno è dipinta una Madonna col Bambino, opera del pittore montefortiano Moreno Zoppi.
Ai lati del portale sono collocate due monofore a tutto sesto, mentre in alto vi è un oculo. Al vertice dei due spioventi è collocata una croce in ferro.

### L’interno

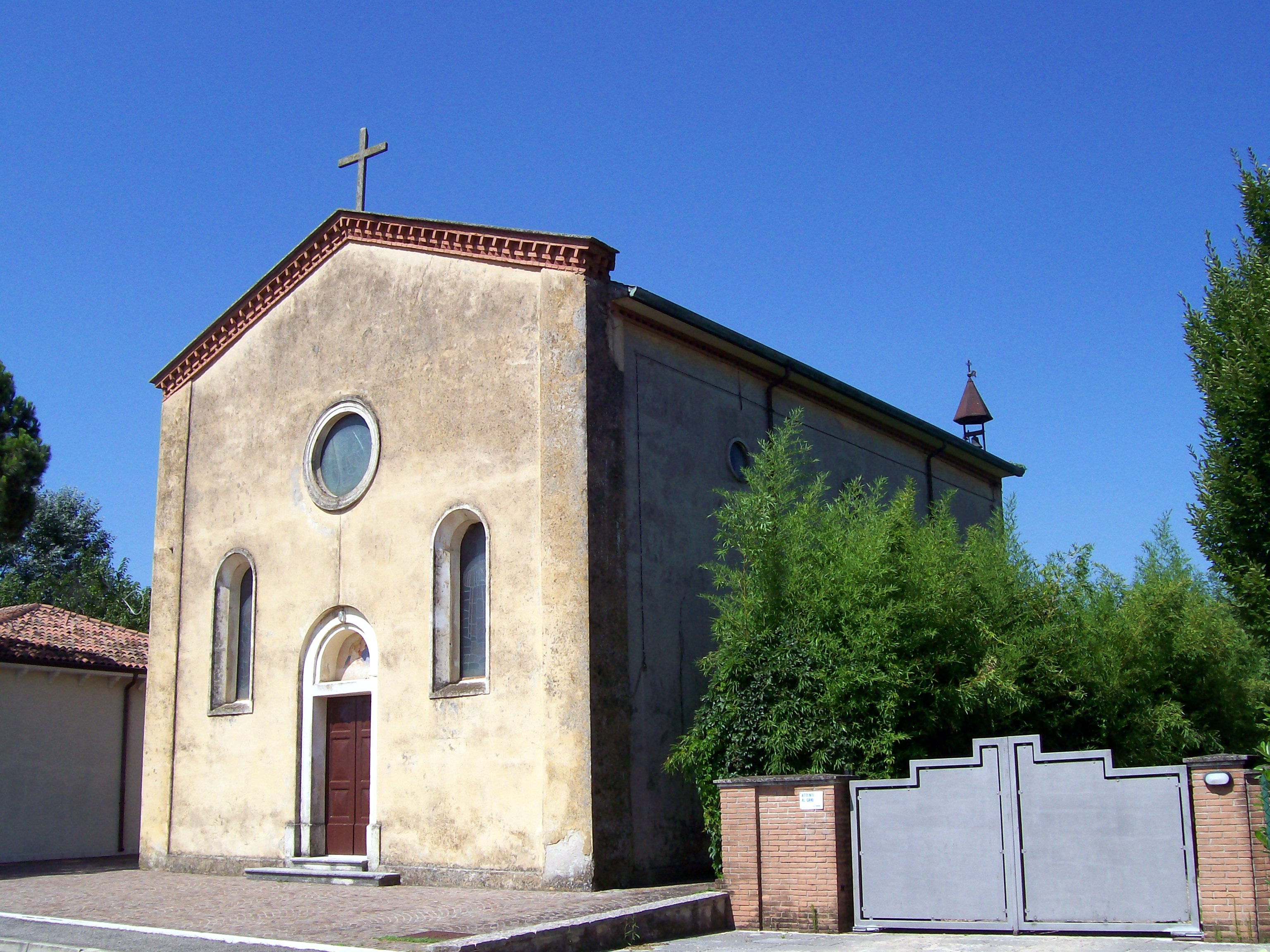
La chiesa.

L’interno è a navata unica, di modeste dimensioni, con controsoffittatura a capanna e unghie laterali, mentre sulle pareti vi sono delle arcatelle cieche a tutto sesto. La pavimentazione è in piastrelle di cemento con graniglia di marmi. A introdurre la luce naturale all’interno dell’edificio vi sono tre oculi per lato sui muri longitudinali.
Il trittico col Sacro Cuore di Gesù, San Giuseppe e Sant'Antonio di Padova fu acquistato dagli abitanti di Sarmazza, mentre la Via Crucis è stata collocata il 26 maggio 1942.
Il presbiterio, sopraelevato di un gradino rispetto all’aula e conservante le balaustre in marmo, presenta un altare maggiore in pietra bianca proveniente da Cerea, forse da una chiesa demolita o dismessa, fu donato da Elio Bogoni, figlio dell’impresario Giovanni. Nel 1973, con un intervento di adeguamento liturgico, l'altare fu spostato verso l'assemblea.
La statua della Madonna collocata nell’abside a base semicircolare proviene dalla chiesa precedente.

## Campanile e campane
La chiesa possiede un campanile a vela metallico, di piccole dimensioni, con copertura piramidale in rame sotto cui si trova una campana.